# Kevin Séraphin
Kevin Séraphin (ur. 7 grudnia 1989 w Kajennie) – francuski koszykarz, występujący na pozycjach silnego skrzydłowego lub środkowego, reprezentant kraju.
6 sierpnia 2015 podpisał umowę z klubem New York Knicks. 8 września 2016 został zawodnikiem Indiany Pacers. 31 lipca 2017 został zwolniony przez klub. 4 sierpnia został zawodnikiem FC Barcelony Lassa.
19 czerwca 2019 podpisał kontrakt z Panathinaikosem Ateny.

## Osiągnięcia
Stan na 19 czerwca 2019, na podstawie, o ile nie zaznaczono inaczej.
Drużynowe
- Mistrz Francji (2010)
- 3. miejsce:
  - podczas mistrzostw Hiszpanii (2018)
  - w superpucharze Hiszpanii (2017)
- Zdobywca pucharu Hiszpanii (2018, 2019)

Indywidualne
- Największy postęp ligi francuskiej (2010)
- Uczestnik Nike Hoop Summit (2009)

Reprezentacja
- Wicemistrz:
  - Europy (2011)
  - Europy U–20 (2009)
- Uczestnik:
  - mistrzostw Europy U–20 (2008 – 7. miejsce)
  - turnieju London Invitational (2011)
  - igrzysk olimpijskich (2012 – 6. miejsce)
- Wybrany do I składu mistrzostw Europy U–20 (2009)